# Community Fridges Toronto
A Community Fridges Toronto (CFTO) é uma rede de frigoríficos comunitários com alimentos gratuitos administrada por voluntários em Toronto, Ontário, Canadá, com a intenção de fornecer ajuda mútua aos necessitados, como os sem-teto e pessoas com insegurança alimentar. A rede foi co-criada por Jalil Bokhari e pelo seu amigo Julian Bentivegna para ajudar a apoiar a população sem-teto no bairro de Alexandra Park, em Toronto. Em maio de 2022, havia oito frigoríficos CFTO em Toronto.
Em novembro de 2020, a CFTO foi forçada pela cidade de Toronto a remover um dos seus frigoríficos públicos no bairro de Parkdale devido a "preocupações com a segurança pública e acessibilidade", citando o "regulamento de aparelhos abandonados" destinado a proteger crianças "e questões de saneamento relacionadas à interrupção da propagação da COVID-19 ". Após a remoção, a comunidade de Parkdale mudou o frigorífico para outro local.